# بتی جین ایدی
بتی جی ایدی (بتی جین ایدی؛ به انگلیسی: Betty (Jean) Eadie؛ زادهٔ ۱۹۴۲) نویسنده آمریکایی کتاب‌های مربوط به تجربه‌های نزدیک به مرگ است. مشهورترین کتاب این نویسنده، در آغوش نور (غرق درنور) است. او دراین کتاب تجربه شخصی نزدیک به مرگ خود را توصیف کرده‌است. او همچنین کتاب‌های دیگری نیز در این زمینه دارد.

## زندگی
در سال ۱۹۴۲ از یک پدر دو رگه اسکاتلندی، ایرلندی و از یک مادر سرخپوست، در ایالت نبراسکا واقع در داکوتای جنوبی به دنیا آمد. از بین ده بچه، او هفتمین فرزند خانواده بود.
در سن ۴ سالگی پدر و مادرش از هم جداشدند و بتی همراه با شش نفر از برادر و خواهرهایش به مدرسهٔ شبانه‌روزی کاتولیک‌ها فرستاده شد. در اولین زمستان مبتلا به سیاه سرفه و ذات الریه شدید شد. دکترها از او قطع امید کرده و انتظار نداشتند تا صبح زنده بماند. در همان لحظه او تجربه نزدیک به مرگ داشت؛ و طبق گفته خودش پیرمردی نورانی را می‌بیند که او را بغل کرده‌است.
بعد از این جریان دوباره به زندگی بازمی‌گردد.

### مدرسه
در مدرسه، که راهبه‌ها آن را اداره می‌کردند، آنان با بتی برخورد سخت و خشنی داشتند. راهبه‌ها برای آنکه بچه‌ها را به دعا و آداب آنجا مجبور کنند، آن‌ها را کتک می‌زدند و در اتاق‌های کوچک محبوس می‌کردند.
به گفته خودش آنجا دربارهٔ خدا به آن‌ها درسهایی دادند که هیچ وقت فراموش نمی‌کند. آن‌ها به او گفتند که سرخپوستها کافر و گناهکارند و او به این باور رسیده بود که راهبه‌ها در نظر خدا جایگاه خاصی دارند. به خاطر همین، ترس عجیبی از خدا در وجودش احساس می‌کرد و خدا را موجودی عصبانی و بسیار پرقدرت احساس می‌کرد که اگر خلاف میلش رفتار می‌کردند احتمالاً در روز قیامت یا حتی پیش از آن نابودش می‌کرد یا او را یکراست به جهنم می‌فرستاد.
در هفت سالگی به مدرسه کارآموزی سرخپوستان برینارد فرستاده شد. درآنجا طبق گفتهٔ خودش از دیگر مدرسه بهتر بود و رفتار مسئولان با بچه‌ها شاد تر. به گفته بتی در آنجا صحبت از خدای شادتری می‌کردند که کمتر عصبانی می‌شد.
او در کتاب غرق در نور می‌گوید:
جستجوی من به دنبال ماهیت حقیقی خدا ادامه داشت؛ و به کلیساهای مختلف می‌رفتم و آیات بسیاری از انجیل حفظ می‌کردم و اعتقاد پیدا کرده بودم که بعد از مرگ روح هرکسی کنار جسد، تا روز قیامت، در گور باقی می‌ماند تا مسیح بیاید و نیکوکاران برخیزند و با او باشند.

### ازدواج اول
در پانزده سالگی او را نزد مادرش فرستادند. او بخاطر فرار از زندگی سخت با مادرش، با پسر همسایه ازدواج کرد؛ که این زوج، بعد از شش سال، و داشتن ۳ فرزند از یکدیگر جدا شدند.

### ازدواج دوم
در اولین کریسمس بعد از طلاق با «جو» آشنا می‌شود و با او ازدواج می‌کند.. جو در یک پایگاه هوایی کار می‌کرد. او نیز مانند بتی از همسر خود جدا شده بود.
در سال ۱۹۶۷ هفتمین بچه به دنیا آمد. اما طبق گفته پزشکان بایستی بچه را سقط می‌کردند چون احتمال می‌دادند که ناقص‌الخلقه به دنیا بیاید. اما بتی به این کار راضی نمی‌شود و بچه سالم به دنیا می‌آید.
بتی و جو تصمیم می‌گیرند بعد از بچه آخر، برای جلوگیری از حاملگی، بتی عمل جراحی بستن لوله‌های رحم را انجام دهد.

### تجربه نزدیک به مرگ
در شب ۱۸ نوامبر ۱۹۷۳ برای عمل جراحی و بستن لوله‌های رحم در سن ۳۱ سالگی در بیمارستان بستری می‌شود. بعد از عمل جراحی همه چیز به خوبی پیش می‌رود ولی در همان شب اول بعد از عمل جراحی ناگهان احساس عجیبی به او دست می‌دهد؛ و روح او از بدن جدا شده و به دنیای دیگری که در کتاب در آغوش نور به آن پرداخته سفر می‌کند؛ و پس از مراحلی که در کتاب شرح می‌دهد به دنیا بر می‌گردد

### پس از تجربه
او در این سال‌ها به نوشتن کتاب‌های متعدد پرداخته‌است. سخنرانی‌های متعددی انجام داده که همه آن‌ها مربوط به تجربه نزدیک به مرگ او است.